# 3. oklepna divizija (ZDA)
3. oklepna divizija je bila oklepna divizija Kopenske vojske ZDA.